# Ab van Beelen
Aart Albert (Ab) van Beelen (19 februari 1946) is een Nederlands voormalig politicus. Hij is lid van het Christen-Democratisch Appèl (CDA).
Van Beelen studeerde rechten aan de Vrije Universiteit Amsterdam en werkte van 1972 tot 1975 bij de dienst Openbare Werken van de gemeente Velsen en vervolgens tot 1980 bij die van Haarlem. Van 1980 tot 1986 was hij directiesecretaris van de Provinciale Waterstaat van Zuid-Holland.
In 1987 werd hij wethouder van Velsen. Zijn wethouderschap eindigde in 1997. Na korte tijd een leidinggevende betrekking bij het onderdeel Water en Milieu van de provincie Zuid-Holland te hebben gehad, werd hij op 21 januari 1998 waarnemend burgemeester van Obdam en op 1 december 'volwaardig' burgemeester van deze Noord-Hollandse gemeente. Zijn burgemeesterschap duurde tot 1 januari 2007 toen Obdam met Wester-Koggenland de nieuwe gemeente Koggenland ging vormen.